# Adil Chihi
Adil Chihi (arabisch عادل شيحي; * 21. Februar 1988 in Düsseldorf) ist ein ehemaliger deutsch-marokkanischer Fußballspieler.

## Vereine

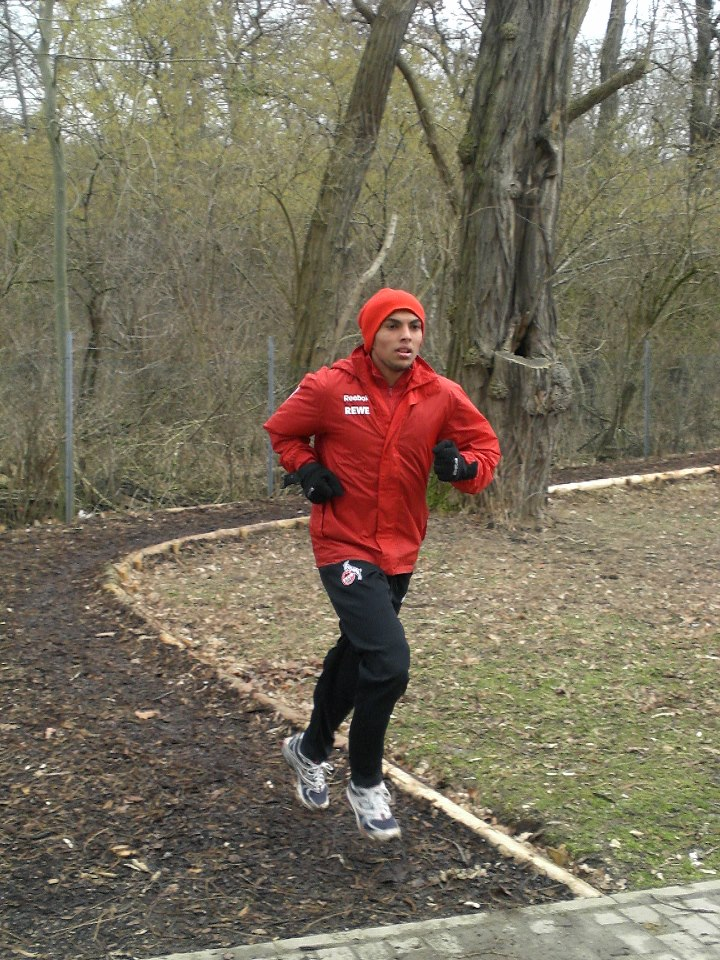
Chihi
während einer Trainingseinheit (2012)

### Beginn in Düsseldorf / Wechsel nach Köln
Chihi begann beim FC Tannenhof, einem im Düsseldorfer Stadtteil Vennhausen ansässigen Verein, mit dem Fußballspielen. Von 1995 bis 2000 spielte er für den Düsseldorfer SV 04, bevor er in die Jugendabteilung von Fortuna Düsseldorf wechselte. Zur Saison 2004/05 wechselte er in die Jugendabteilung des 1. FC Köln und gehörte mit Saisonbeginn 2006/07 dem Profikader an. Sein Profidebüt gab er am 14. August 2006 (1. Spieltag) beim 2:0-Sieg im Auswärtsspiel gegen den FC Augsburg. Bereits in seinem zweiten Punktspiel, am 20. August 2006 (2. Spieltag), gelangen ihm beim 5:1-Sieg im Heimspiel gegen Wacker Burghausen seinen ersten beiden Tore. Nach einer Auseinandersetzung mit Trainer Frank Schaefer am 4. November 2010, wurde er für die zweite Mannschaft abgestellt. Im Dezember 2010 wurde er von Schaefer informiert, dass er sich in der Winterpause einen neuen Verein suchen solle, doch zur Rückrunde kehrte Chihi ins Profiteam und in die Startelf zurück. Schließlich verständigte man sich auf eine Vertragsverlängerung über die Saison 2010/11 hinaus.
Da sein zum 30. Juni 2014 auslaufender Vertrag nicht verlängert wurde, absolvierte Chihi im Januar 2014 ein Probetraining beim englischen Zweitligisten FC Blackpool, aus dem sich allerdings keine Verpflichtung ergab. Da man ihm keine Perspektive in der ersten Mannschaft aufzeigen konnte, wurde er von Cheftrainer Peter Stöger in die zweite Mannschaft des 1. FC Köln versetzt, mit der er bis zum Vertragsende trainieren konnte.

### FC Fulham (England)
Am 23. Juli 2014 verpflichtete ihn der von Felix Magath trainierte englische Zweitligist FC Fulham und stattete ihn mit einem Vertrag über ein Jahr aus. Chihi bestritt lediglich ein Punktspiel in der Saison 2014/15, das am 20. August 2014 (5. Spieltag) im Heimspiel gegen Cardiff City 1:1 unentschieden endete. Nachdem ihm kein neues Vertragsangebot unterbreitet wurde, verließ er die Mannschaft und blieb bis Frühjahr 2016 vereinslos.

### Esteghlal FC (Iran)
Während der laufenden Saison 2015/16 wurde er vom iranischen Verein Esteghlal Teheran verpflichtet, für den er fünf Punktspiele bestritt. Sein Ligadebüt gab er am 4. März 2016 (22. Spieltag) beim 1:0-Sieg im Auswärtsspiel gegen Rah Ahan mit Einwechslung für Mohammad Reza Khorsandnia in der 72. Minute.

### FSV Frankfurt
Zur Saison 2016/17 verpflichtete ihn der aus der 2. Bundesliga abgestiegene FSV Frankfurt, bei dem er einen bis zum 30. Juni 2018 laufenden Vertrag erhielt.

### IR Tanger (Marokko)
Am 4. Januar 2017 wechselte Chihi nach Marokko zum IR Tanger. Sein Vertrag lief bis Sommer 2018 und kehrte nach Ablauf des Vertrag im  Juni 2018 nach Deutschland zurück.

### FSV Duisburg
Am 4. September 2019 unterschrieb er einen Vertrag beim FSV Duisburg in der Landesliga Niederrhein und feierte sein Debüt am 8. September 2019 nach Einwechslung in der 80. Minute gegen die Sportfreunde Hamborn 07. Nach nur einem Jahr verließ er wieder die Duisburger. Er ist seitdem vereinslos.

## Nationalmannschaft
Chihi nahm 2005 an der vom 10. Juni bis 2. Juli 2005 in den Niederlanden ausgetragenen Junioren-Weltmeisterschaft teil und erreichte mit der marokkanischen U-20-Auswahlmannschaft das mit 0:3 gegen die nigerianische Auswahl verlorene Halbfinale. In den vier Turnierspielen, in denen er eingesetzt wurde, erzielte er im zweiten Gruppenspiel beim Sieg gegen die honduranische Auswahl mit dem Treffer zum 5:0-Endstand in der 90. Minute sein einziges Turniertor.
Am 20. August 2008 debütierte er für die A-Nationalmannschaft, die in Rabat das Test-Länderspiel gegen Benin mit 3:1 gewann.
Im März 2010 erklärte Chihi, künftig für die deutsche Nationalmannschaft spielen zu wollen; zu einem Einsatz kam es jedoch nicht.

## Erfolge
Köln
- Zweitliga-Meister 2014 und zweimaliger Bundesliga-Aufsteiger 2008 und 2014

U-20 Nationalmannschaft
- U-20-WM-Teilnehmer 2005

## Persönliches
Chihi arbeitet neben dem Fußball im Immobilienbereich in Duisburg.